# Tăkatj
Tăkatj (bulgariska: Тъкач) är ett distrikt i Bulgarien.   Det ligger i kommunen Obsjtina Kaolinovo och regionen Sjumen, i den nordöstra delen av landet, 300 km öster om huvudstaden Sofia.